# Gianni Rodari
Gianni Rodari, född 23 oktober 1920 i Omegna i Piemonte, död 14 april 1980 i Rom, var en italiensk författare.
Asteroiden 2703 Rodari är uppkallad efter honom.